# Michael Cartellone
Michael Cartellone (Cleveland, 7 giugno 1962) è un batterista e artista statunitense.

## Biografia
È di origine siciliane, per l'esattezza di Bronte. Il cognome infatti è la versione americana di "Cartillone". La carriera musicale di Michael cominciò alla giovane età di 9 anni quando iniziò a suonare la batteria. All'età di 11 anni, si esibì nel suo primo show. Frequentò la Solon High School di Solon (Ohio), e suonò nella banda dell'istituto. Nel 1981 fu tra i fondatori della band Boy Wonder, grazie alla quale si fece notare, che tuttavia si sciolse nel 1986.
Dopo alcuni anni Michael venne chiamato nel supergruppo Damn Yankees, in cui militava Tommy Shaw. In questa band Cartellone poté esibire tutto il suo talento e ottenne l'occasione di poter suonare per artisti come John Fogerty, Peter Frampton, John Wetton, Freddie Mercury, Cher, Adrian Belew, Brad Gillis e Accept. Nel 1999 si unì alla storica band Lynyrd Skynyrd.
Cartellone è anche un maestro del disegno, arte che coltiva dall'età di 4 anni. Le sue opere sono state esibite in mostre a Washington, Phoenix, Las Vegas, Los Angeles e Long Island.

## Discografia

### Con i Damn Yankees
- 1990 - Damn Yankees
- 1992 - Don't Tread

### Con gli Accept
- 1996 - Predator

### Con i Lynyrd Skynyrd
- 2000 - Christmas Time Again
- 2003 - Vicious Cycle
- 2009 - God & Guns
- 2012 - Last of a Dyin' Breed

### Con gli Shaw Blades
- 1995 - Hallucination

### Altri album
- Brad Gillis - Gilrock Ranch (1993)
- Jack Blades - Jack Blades (2004)
- Joe Lynn Turner - Second Hand Life (2007)